# ジョージ・カルナン
ジョージ・チャールズ・カルナン（George Charles Calnan、1900年1月18日 - 1933年4月4日）は、アメリカ合衆国の海軍士官、フェンシング選手。
夏季五輪に4度出場し、3個の銅メダルを獲得した(1928年個人エペ、1932年団体フルーレ、団体エペ)。
マサチューセッツ州ボストン生まれ。メリーランド州アナポリスにある海軍兵学校に入るまでフェンシングをしたことはなかった。最上級生になる前に海軍のフェンシングチームのキャプテンとなった。2年後、パリ五輪に出場し団体エペで同率5位になった。1932年のロサンゼルス五輪では選手宣誓を行った。
1933年に起きた飛行船アクロンの事故の犠牲者73人の1人となる。事故の時、彼は中尉であった。
死後に最初の登録者の1人として、1963年にアメリカフェンシング・ホール・オブ・フェイムに就任した。